# Rythabis asymmetrica
Rythabis asymmetrica is een eenoogkreeftjessoort uit de familie van de Tharybidae. De wetenschappelijke naam van de soort is voor het eerst geldig gepubliceerd in 2007 door Markhaseva & Schulz.